# Edgar (Montana)
Edgar è un census-designated place degli Stati Uniti d'America, nello stato del Montana, nella Contea di Carbon. Nel 2010 contava 114 abitanti.